# (82237) 2001 JF4
2001 جاي أف 4 (ويعرف أيضًا باسم (82237) 2001 جاي أف 4 وفق تسمية الكوكب الصغير) (بالإنجليزية: 2001 JF4)‏ هو كويكب ضمن حزام الكويكبات؛ وترتيبه 82237 من حيث الاكتشاف.
اكتُشف هذا الجُرم الفلكي بواسطة تعقب الأجرام القريبة من الأرض في 15 مايو 2001.

## وصلات خارجية
- (82237) 2001 JF4 في قاعدة بيانات مختبر الدفع النفاث لأجرام النظام الشمسي الصغيرة

- الاكتشاف · مخطط المدار ·  العناصر المدارية · المعلمات المادية

- (82237) 2001 JF4 على موقع ويكي سكاي: DSS2, SDSS, GALEX, IRAS, Hydrogen α, X-Ray, Astrophoto, Sky Map, Articles and images